# سیارک ۲۹۵۶
سیارک ۲۹۵۶ (به انگلیسی: 2956 Yeomans، نامگذاری:1982HN1) دو هزار و نهصد و پنجاه و ششمین سیارک کشف شده‌است که در ۲۸ آوریل ۱۹۸۲ کشف شد.
قدر مطلق سیارک برابر ۱۲٫۴۰ است.